# Cucullia asteroides
Cucullia asteroides là một loài bướm đêm trong họ Noctuidae.